# Amanieu d’Albret
Amanieu d’Albret (ur. ok. 1478 we Francji, zm. 2 września albo 20 grudnia 1520 w Casteljaloux) – francuski kardynał.

## Życiorys
Urodził się około 1478 roku na terenie Królestwa Francji, jako syn Alaina d’Albreta i Françoise de Châtillon (jego bratem był król Navarry Jan III). W młodości został ojcem trojga nieślubnych dzieci: dwóch córek i syna oraz pełnił funkcję protonotariusza apostolskiego. 19 lipca 1499 roku został mianowany administratorem apostolskim Comminges oraz Condom, a rok później – Oloron-Sainte-Marie. 20 marca 1500 roku został kreowany kardynałem in pectore. Jego nominacja na kardynała diakona została ogłoszona na konsystorzu 28 września i nadano mu diakonię San Nicola in Carcere. Pełnił rolę administratorów apostolskich różnych diecezji: Pamiers (1502–1506, 1514, 1515–1520), Vannes (1504), Bazas (1504–1520), Lescar (1507–1515), Pampeluny (1510–1512, 1517–1520) i Conserans (1515). Po elekcji Juliusza II musiał uciekać z Rzymu, natomiast w 1511 roku wziął udział w spisku przeciw niemu. Papież zagroził mu pozbawieniem wszelkich beneficjów i ekskomuniką, jednak d’Albret wziął udział w soborze pizańskim i przyłączył się do francuskiego sojuszu przeciwko Juliuszowi II. Leon X rozgrzeszył d’Alberta wraz z Guillaume Briçonnetem i René de Priem i potwierdził jego urzędy. 3 września 1520 roku został protodiakonem i pozostał nim do śmierci, która nastąpiła 20 grudnia tego samego roku w Casteljaloux.